# أشلي بوين
أشلي بوين (بالإنجليزية: Ashley Bowen)‏ هو بحار أمريكي، ولد في 1728، وتوفي في 1813.